# Loren Pope
Loren Brooks Pope (13 de julio de 1910 - 23 de septiembre de 2008) fue un escritor y consejero independiente de colaboración universitaria estadounidense. En 1965, Pope, fue periodista y editor de educación de The New York Times, fundó el College Placement Bureau, uno de los primeros servicios independientes de asesoramiento de colocación universitaria en los Estados Unidos. fue alumno de la Universidad DePauw.
Su primer libro fue,The Right College: How In Get, Stay In, Get Back In (Macmillan, 1970), el cual fue seguido por una serie de artículos sindicados a nivel nacional, "Twenty Myths That Can Jinx Your College Choice" publicado en La Revista de The Washington Post y el resumen del lector.  Un segundo libro, Looking Beyond the Ivy League: Finding the College That Right for You (Penguin, 1995), fue escrito y publicado varios años después..
Su trabajo final y más vendido, Colleges That Change Lives (Penguin, 1996), describió sus 40 principales ideas: las escuelas que según él "harían tanto y tal vez incluso más que cualquier escuela de clase para educar a los estudiantes por completo, y para darles una vida digna y plena". Se centró principalmente en pequeñas universidades de artes liberales argumentando que las instituciones más pequeñas y menos selectivas ofrecían experiencias de educación superior. las instituciones seleccionadas se unieron bajo la organización sin fines de lucro, Colleges That Change Lives, Inc (CTCL). El CTCL participa en promocionar actividades, sesiones de información y actividades de divulgación con consejeros de escuelas secundarias y agencias de colaboración universitaria..
Pope también fue conocido por ser el encargado de la Papa-Leighey House en 1939, diseñada y construida originalmente en Falls Church, Virginia , por Frank Lloyd Wright .. Loren, que trabajaba como editor a $ 50 por semana en el Washington Evening Star (su empleador financió la construcción), convenció a Wright de construir la pequeña casa escribiéndole una carta halagadora famosa. Pope abrió:" Hay ciertas cosas que un hombre quiere durante la vida. Cosas materiales y cosas del espíritu. El escritor tiene un deseo ferviente que incluye ambos. Es para que construya una casa". Él cerró con la súplica, "¿podrás hacer la casa para nosotros? ¿Lo harás?" La respuesta del arquitecto fue breve: "Querido Loren Pope: Por supuesto que estoy listo para hacerte una casa"
Nacido en la ciudad de Minneapolis, creció en Virginia del Norte. Era demócrata, de una familia de republicanos incondicionales..
Loren Pope se casó y se divorció de Charlotte Swart Pope e Ida Wallace Pope.  Estuvo casado 24 años con Viola Barrett Greenland Pope, quien vivió hasta los 96 años.